# الدوري الإسباني الدرجة الثانية 1955–56
دوري الدرجة الثانية الإسباني 1955–56 (بالإسبانية: Segunda División de España 1955-56)‏ هو موسم من دوري الدرجة الثانية الإسباني. فاز فيه أوساسونا.